# Municipio de Price Creek
El municipio de Price Creek (en inglés: Price Creek Township) es un municipio ubicado en el  condado de Yancey en el estado estadounidense de Carolina del Norte. En el año 2010 tenía una población de 1.364 habitantes.

## Geografía
El municipio de Price Creek se encuentra ubicado en las coordenadas 35°52′15.4″N 82°23′0.46″O / 35.870944, -82.3834611.